# Jean-Marie Rifflet
Pour les articles homonymes, voir Rifflet.
Jean-Marie Rifflet est un informaticien français.
Il est professeur à l'université Paris-Diderot et chercheur au laboratoire Preuves, Programmes et Systèmes (abrégé en PPS). Il a travaillé, dans les années 1970-1980, sur la sémantique des langages de programmation, sous la direction de Maurice Nivat. Il soutient une thèse en 1974. Il soutient une habilitation en 1988.
Il enseigne et travaille principalement sur les systèmes UNIX ainsi que sur le système embarqué ChorusOS développé par l'INRIA dans les années 1980.
Il a été directeur de l'UFR d'informatique ainsi que vice-président du  Conseil des études et de la vie universitaire de l'université Paris-Diderot.

## Ouvrages
- La programmation sous Unix, Ediscience et Dunod,, 1993, 3, éd., xx+630 (ISBN 978-2-84074-013-1, SUDOC 061435260)
- La communication sous Unix : Applications réparties, Delmas Et Cie, 1995, 2e éd., xxv+438 (ISBN 978-2-84074-106-0, SUDOC 003458253)
- Exercices corrigés de programmation UNIX : bus error core dumped, Auckland/Bogota/Paris, McGraw-Hill, 1987, 123 p. (ISBN 2-7042-1169-8, SUDOC 020996926)
- UNIX : 99 exercices corrigés, Dunod, 2000, xiii +405 (ISBN 978-2-84074-126-8, SUDOC 003814181)
- (en) Jean-Marie Rifflet, Programming under ChorusOS, Paris, Université Paris Diderot, 2000, 566 p. (lire en ligne)
- (avec Jean-Baptiste Yunès), UNIX : programmation et Communication, Dunod, coll. « InfoPro », 2003, xxiv+774 (ISBN 978-2-10-007966-7, SUDOC 07426981X)
- (avec Jean-Baptiste Yunès), Fondements de la programmation : concepts et techniques, Paris, Ellipses, coll. « Références sciences », 2014, 259 p. (ISBN 978-2-340-00014-8, SUDOC 180629441).